# Hans Christian Hansen
Pour les articles homonymes, voir Hansen.
 (septembre 2014).
Si vous disposez d'ouvrages ou d'articles de référence ou si vous connaissez des sites web de qualité traitant du thème abordé ici, merci de compléter l'article en donnant les références utiles à sa vérifiabilité et en les liant à la section « Notes et références ».
Hans Christian Hansen, né le 8 novembre 1906 à Aarhus (Danemark) et mort le 19 février 1960 à Copenhague (Danemark), est un homme politique danois. Membre du Parti social-démocrate, il exerce plusieurs fonctions ministérielles avant de d'être Premier ministre entre 1955 et 1960.